# Monarquías en América

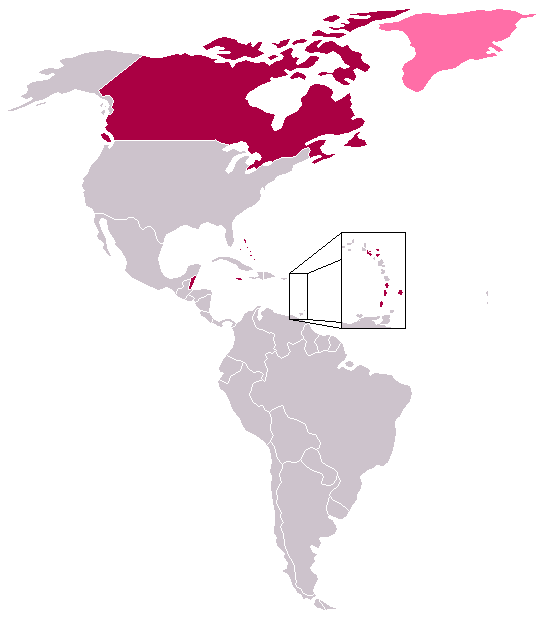
Monarquías actuales en América

Hay 12 monarquías en América, ya sean estados soberanos o territorios autónomos que tienen un monarca como jefe de estado. Actualmente todos son una monarquía constitucional con sede en Europa, en la que el monarca hereda su cargo de acuerdo con la ley de una Constitución política, manteniéndolo generalmente hasta la muerte o la abdicación, y está sujeto a leyes y costumbres en el ejercicio de sus poderes.
Diez de estas monarquías son parte de la unión personal global conocida como los Reinos de la Mancomunidad y comparten como rey a Carlos III, quien reside principalmente en el Reino Unido. Las otras tres son naciones constitutivas de la Monarquía de los Países Bajos, que está presente también en el Caribe holandés. Y también se encuentra la Monarquía de Dinamarca, que está presente en Groenlandia.
Como tal, ninguna de las monarquías de América tiene un monarca con residencia permanente, aunque cada uno de los reinos de la Commonwealth tiene un gobernador general residente para representar al rey Carlos III y realizar la mayoría de sus deberes constitucionales en su nombre; también un alto comisionado representa al Rey de Dinamarca y al gobierno danés en Groenlandia. Además, cada una de las 10 provincias de Canadá funciona como una monarquía constituyente subnacional, y los poderes constitucionales conferidos al Rey los ejerce a nivel provincial un vicegobernador.
Históricamente, varias sociedades precolombinas existieron bajo formas monárquicas de gobierno, mientras que otras tenían un conjunto descentralizado de regiones tribales bajo un jefe hereditario. Sin embargo, ninguna de las monarquías contemporáneas desciende de esos sistemas reales precoloniales, sino que tiene sus raíces históricas en las monarquías europeas que colonizaron el Nuevo Mundo a partir del siglo XV.
A partir de esa fecha, durante la Era de los Descubrimientos, la colonización europea puso un extenso territorio americano bajo el control de los monarcas europeos (aunque durante gran parte de esta era, la República Holandesa no fue una monarquía). La mayoría de estas colonias finalmente se independizaron de sus gobernantes. Algunos lo hicieron a través de conflictos armados con sus países de origen, como en la Revolución Americana y las guerras de independencia latinoamericanas, generalmente cortando todos los vínculos con las monarquías de ultramar en el proceso. De hecho, hoy en día, ninguno de los país latinoamericanas que fueron ex colonias españolas comparte una unión personal con la monarquía española (pese a que si hubo Padres de la Patria que lo consideraron, como Agustín de Iturbide o José de San Martín). Otros obtuvieron plena soberanía por vías legislativas, como la patriación de su constitución por parte de Canadá del Reino Unido. Varias antiguas colonias se convirtieron en repúblicas inmediatamente después de alcanzar el autogobierno. Haití, México y Brasil formaron monarquías constitucionales con su propio monarca residente al inicio de su época independiente, aunque eventualmente todos se convirtieron en repúblicas. Únicamente México tuvo un segundo imperios de corta duración (sostenido mayormente por la intervención extranjera y una guerra civil) antes de retornar a una forma republicana de gobierno.

## Monarquías actuales

### Monarquías de la Mancomunidad Británica

La Mancomunidad de Naciones, algunos de sus países miembros en América son monarquías, entre ellos: Antigua y Barbuda, Las Bahamas, Belice, Canadá, Granada, Jamaica, San Cristóbal y Nieves, Santa Lucía, San Vicente y las Granadinas, y los Territorios Británicos de Ultramar. (No se muestran: las Islas Malvinas, Georgias del Sur y Sandwich del Sur en el Océano Atlántico Sur).

Varios países de la Mancomunidad de Naciones tienen monarquías legalmente independientes, pero con reglas de sucesión mantenidas y sincronizadas con los otros países para garantizar que todos tengan el mismo monarca (siendo en el presente año 2024, Carlos III, quien preside en gran medida desde el Reino Unido). Los deberes ceremoniales y gubernamentales diarios del monarca generalmente los lleva a cabo un virrey o gobernador general local designado.

#### Antigua y Barbuda
La monarquía de Antigua y Barbuda tiene sus raíces en la monarquía de España, que inicialmente fundó la colonia a finales del siglo XV y más tarde en la monarquía del Reino Unido, del cual las islas fueron más tarde colonia de la Corona. El 1 de noviembre de 1981, el país obtuvo su independencia del Reino Unido, conservando a la entonces monarca reinante, Isabel II, como monarca de la recién creada monarquía de Antigua y Barbuda. El monarca está representado en el país por el gobernador general de Antigua y Barbuda, Sir Rodney Williams.
Isabel II y su consorte real, el príncipe Felipe, duque de Edimburgo, incluyeron a Antigua y Barbuda en su gira por el Caribe de 1966, y nuevamente en la gira del Jubileo de Plata de la Reina en octubre de 1977. Isabel regresó una vez más en 1985. Para el 25º aniversario de la independencia del país, el 30 de octubre de 2006, el Príncipe Eduardo, Conde de Wessex, inauguró el nuevo edificio del parlamento de Antigua y Barbuda, leyendo un mensaje de su madre, la Reina. El duque de York visitó Antigua y Barbuda en enero de 2001.

#### Las Bahamas
La monarquía de Las Bahamas tiene sus raíces en la monarquía de España, que inicialmente fundó la colonia a finales del siglo XV y más tarde en la monarquía del Reino Unido, del cual las islas fueron posteriormente colonia de la Corona después de 1717. El 10 de julio de 1973, el país obtuvo su independencia del Reino Unido, conservando a la entonces monarca reinante, Isabel II, como monarca de la recién formada monarquía de Las Bahamas. La monarca está representada en el país por la gobernadora general de las Bahamas, actualmente Cynthia A. Pratt.

#### Belice
Belice fue, hasta el siglo XV, parte del Imperio Maya, que contenía estados más pequeños encabezados por un gobernante hereditario conocido como ajaw (más tarde k'uhul ajaw ). La actual monarquía de Belice tiene sus raíces en la monarquía española, bajo cuya autoridad el área fue colonizada por primera vez en el siglo XVI, y más tarde en la monarquía británica, como colonia de la Corona. El 21 de septiembre de 1981, el país se independizó del Reino Unido, conservando a la entonces monarca reinante, Isabel II, como monarca de la recién formada monarquía de Belice. El monarca está representado en el país por la Gobernadora General de Belice, Su Excelencia Froyla Tzalam.

#### Canadá

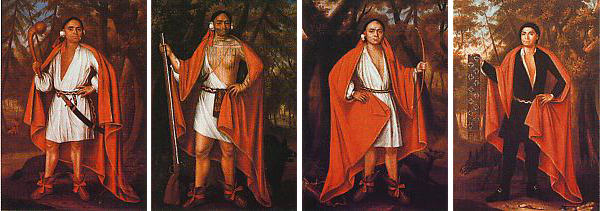
Pintura de los cuatro reyes Mohawk, realizada durante su visita a la reina Ana en 1710.

Los pueblos aborígenes de Canadá tenían sistemas de gobierno organizados de manera similar al concepto occidental de monarquía; Los exploradores europeos a menudo se referían a los líderes hereditarios de las tribus como reyes por ser de una Nobleza indígena. Sin embargo, la actual monarquía de Canadá tiene sus raíces en las monarquías francesa e inglesa, bajo cuya autoridad se colonizó la zona en los siglos XVI al XVIII, y, más tarde, en la monarquía británica. El país se convirtió en una confederación autónoma el 1 de julio de 1867, reconocida como un reino por derecho propio, pero no tuvo plena autonomía legislativa del Parlamento británico hasta la aprobación del Estatuto de Westminster el 11 de diciembre de 1931, reteniendo al entonces monarca reinante, Jorge V, como monarca de la recién formada monarquía de Canadá. El monarca está representado en el país por la gobernadora general de Canadá (actualmente Mary Simon) y en cada una de las provincias por un vicegobernador.

#### Granada
La monarquía de Granada tiene sus raíces en la monarquía francesa, bajo cuya autoridad las islas fueron colonizadas por primera vez a mediados del siglo XVII, y más tarde en la monarquía inglesa y luego británica, como colonia de la Corona. El 7 de febrero de 1974, el país obtuvo su independencia del Reino Unido, conservando a la entonces monarca reinante, Isabel II, como monarca de la recién creada monarquía de Granada. El monarca está representado en el país por la gobernadora general de Granada, actualmente Dame Cécile La Grenade.

#### Jamaica

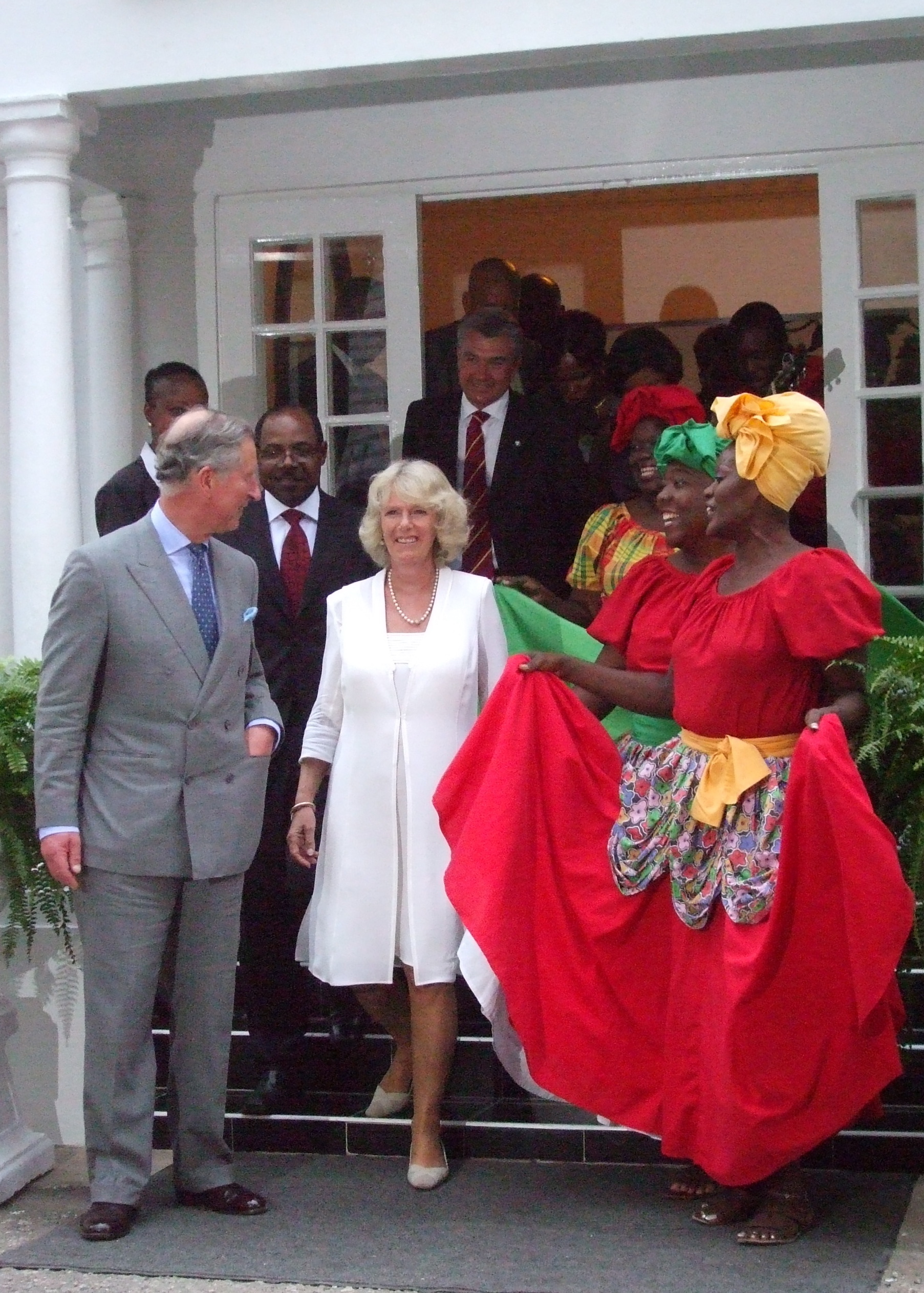
Carlos III (extremo izquierdo), entonces heredero al trono de Jamaica, y su esposa, Camilla (centro), en el Hotel Half Moon, Montego Bay, 13 de marzo de 2008.

La monarquía de Jamaica tiene sus raíces en la monarquía española, bajo cuya autoridad las islas fueron colonizadas por primera vez a finales del siglo XVI, y más tarde en la monarquía inglesa y luego británica, como colonia de la Corona. El 6 de agosto de 1962, el país se independizó del Reino Unido, conservando a la entonces monarca reinante, Isabel II, como monarca de la recién creada monarquía de Jamaica. El monarca está representado en el país por el gobernador general de Jamaica, Sir Patrick Allen.
La ex Primera Ministra de Jamaica, Portia Simpson-Miller, había expresado su intención de supervisar el proceso necesario para convertir a Jamaica en una república para 2012; Originalmente dijo que esto estaría completo en agosto de ese año. En 2003, el ex Primer Ministro PJ Patterson abogó por convertir a Jamaica en una república para 2007.

#### San Cristóbal y Nieves
La monarquía de Saint Kitts y Nevis tiene sus raíces en las monarquías inglesa y francesa, bajo cuya autoridad las islas fueron colonizadas por primera vez a principios del siglo XVII, y más tarde en la monarquía británica, como colonia de la Corona. El 19 de septiembre de 1983, el país obtuvo su independencia del Reino Unido, conservando a la entonces monarca reinante, Isabel II, como monarca de la recién creada monarquía de San Cristóbal y Nieves. El monarca está representado en el país por el gobernador general de Saint Kitts y Nevis, actualmente Sir Tapley Seaton.

#### Santa Lucía
Los caribes que ocuparon la isla de Santa Lucía en la época precolombina tenían una sociedad compleja, con reyes y chamanes hereditarios. La monarquía actual tiene sus raíces en las monarquías holandesa, francesa e inglesa, bajo cuya autoridad la isla fue colonizada por primera vez en 1605, y más tarde en la monarquía británica, como colonia de la Corona. El 22 de febrero de 1979, el país se independizó del Reino Unido, conservando a la entonces monarca reinante, Isabel II, como monarca de la recién creada monarquía de Santa Lucía. El monarca está representado en el país por el Gobernador General de Santa Lucía, actualmente Sir Errol Charles.

#### San Vicente y las Granadinas
La actual monarquía de San Vicente y las Granadinas tiene sus raíces en la monarquía francesa, bajo cuya autoridad la isla fue colonizada por primera vez en 1719, y más tarde en la monarquía británica, como colonia de la Corona. El 27 de octubre de 1979, el país se independizó del Reino Unido, conservando a la entonces monarca reinante, Isabel II, como monarca de la recién creada monarquía de San Vicente y las Granadinas. El monarca está representado en el país por la gobernadora general de Vicente y las Granadinas, actualmente Dame Susan Dougan.

#### Territorios británicos de ultramar
El Reino Unido por si mismo posee varios territorios de ultramar en América, de los cuales el rey Carlos III es monarca. En América del Norte se encuentran Anguila, Bermudas, las Islas Vírgenes Británicas, las Islas Caimán, Montserrat y las Islas Turcas y Caicos, mientras que en América del Sur se encuentran las Islas Malvinas, las Islas Georgias del Sur y Sandwich del Sur.
Las islas del Caribe fueron colonizadas bajo la autoridad o instrucción directa de varios monarcas europeos, en su mayoría ingleses, holandeses o españoles, a lo largo de la primera mitad del siglo XVII. Sin embargo, en 1681, cuando los británicos colonizaron las Islas Turcas y Caicos, todas las islas mencionadas anteriormente estaban bajo el control de Carlos II de Inglaterra, Escocia e Irlanda. Las colonias se fusionaron y dividieron mediante diversas reorganizaciones de las regiones caribeñas de la Corona, hasta el 19 de diciembre de 1980, fecha en que Anguila se convirtió en territorio de la Corona británica por derecho propio. El monarca está representado en estas jurisdicciones por: el gobernador de Anguila, Dileeni Daniel-Selvaratnam; la Gobernadora de Bermudas, Rena Lalgie; el Gobernador de las Islas Vírgenes Británicas, John Rankin; el Gobernador de las Islas Caimán, Martyn Roper; la Gobernadora de Montserrat, Sarah Tucker; y el gobernador de las Islas Turcas y Caicos, Nigel Dakin.
Las Islas Malvinas, frente a la costa sur de Argentina, fueron reclamadas simultáneamente para Luis XV de Francia, en 1764, y Jorge III del Reino Unido, en 1765, aunque la colonia francesa fue cedida a Carlos III de España en 1767. En 1833, sin embargo, las islas estaban bajo control británico total. Las Islas Georgias del Sur y Sandwich del Sur fueron descubiertas por el capitán James Cook para Jorge III en enero de 1775, y desde 1843 fueron gobernadas por la Corona en Consejo británica a través de las Islas Malvinas, acuerdo que se mantuvo hasta las Islas Georgias del Sur y Sandwich del Sur se incorporaron como territorio británico de ultramar distinto en 1985. El monarca está representado en estas regiones por Nigel Phillips, que es a la vez Gobernador de las Islas Malvinas y Comisionado para las Islas Georgias del Sur y Sandwich del Sur.
En el pasado la monarquía británica reinaba sobre las Trece Colonias (actual costa este de Estados Unidos) y tenía un condominio en Oregón junto a la República de los EEUU hasta 1846.

Groenlandia es un país constituyente del Reino De Dinamarca en América del Norte, que tiene la monarquía danesa.

### Monarquía danesa
Groenlandia es uno de los tres países constituyentes del Reino de Dinamarca, con el rey Federico X como soberano reinante. El territorio quedó bajo dominio monárquico por primera vez en 1261 bajo el rey de Noruega; en 1380, Noruega había entrado en una unión personal con el Reino de Dinamarca, que se afianzó aún más con la unión de los reinos en Dinamarca-Noruega en 1536. Después de la disolución de este acuerdo en 1814, Groenlandia siguió siendo una colonia danesa y, después de su papel en la Segunda Guerra Mundial, se le concedió su actual estatus especial dentro del Reino de Dinamarca en 1953. El monarca está representado en el territorio por la Rigsombudsmand (Alta Comisionada), Mikaela Engell.
En el pasado también la monarquía danesa era poseedor de las Indias Occidentales Danesas en el Caribe.

### Monarquía Neerlandesa

Las islas del Caribe bajo la monarquía de los Países Bajos

Aruba, Curazao y San Martín son países constituyentes del Reino de los Países Bajos y, por tanto, tienen al rey Guillermo Alejandro como soberano, al igual que las islas del Caribe Neerlandés. Aruba fue colonizada por primera vez bajo la autoridad de la Corona española alrededor de 1499, pero fue adquirida por los holandeses en 1634, bajo cuyo control la isla permaneció, salvo por un intervalo entre 1805 y 1816, cuando Aruba fue capturada por la Marina Real del Rey. Jorge III. Las antiguas Antillas Holandesas fueron descubiertas originalmente por exploradores enviados en la década de 1490 por súbditos del rey de España, pero finalmente fueron conquistadas por la Compañía Holandesa de las Indias Occidentales en el siglo XVII, después de lo cual las islas permanecieron bajo el control de la Corona holandesa como territorios coloniales. Las Antillas Neerlandesas alcanzaron el estatus de país autónomo dentro del Reino de los Países Bajos en 1954, del cual Aruba se separó en 1986 como país constituyente independiente del reino más grande. Las antiguas Antillas Neerlandesas se disolvieron en 2010; dos de sus islas se convirtieron en países constituyentes por derecho propio (Curaçao y Sint Maarten), mientras que las otras tres se convirtieron en partes integrales de los Países Bajos (es decir, el Caribe Neerlandés). El monarca está representado en los países constituyentes por el gobernador de Aruba, Alfonso Boekhoudt, el gobernador de Curazao, Frits Goedgedrag, y el gobernador de Sint Maarten, Eugene Holiday.
En el pasado la monarquía holandesa era poseedor de la Guayana Neerlandesa (actual Surinam).

## Leyes de sucesión
La sucesión al trono británico, utilizada en los reinos de la Mancomunidad que son monarquías por si mismas, así como en los territorios británicos de ultramar en las Américas, se realizó a través de la primogenitura cognática de preferencia masculina desde antes de que los británicos colonizaran las Américas. En estas reglas, la sucesión pasaba primero a los hijos de un individuo, por orden de nacimiento, y posteriormente a las hijas, nuevamente por orden de nacimiento. Las leyes de sucesión se modificaron en 2011 debido al Acuerdo de Perth. En el status posterior a Perth, la sucesión se realiza por primogenitura absoluta para los nacidos después del 28 de octubre de 2011, por lo que el hijo mayor hereda el trono independientemente del sexo. Para evitar que las monarquías individuales se dividieran potencialmente y seleccionaran diferentes monarcas, el cambio se implementó solo una vez que se completaron los procesos legales necesarios en cada reino de la Mancomunidad para garantizar que todos compartieran el mismo monarca.
La sucesión al trono danés se realizó mediante primogenitura de preferencia masculina de 1953 a 2009, y por primogenitura absoluta desde 2009.
La sucesión al trono holandés se realizó mediante primogenitura de preferencia masculina de 1887 a 1983, y ha sido por primogenitura absoluta desde 1983.

## Antiguas monarquías
Gran parte de la naturaleza política de las culturas precolombinas de América se desconoce, ya que los escritos e inscripciones generalmente se desintegraron o nunca se hicieron. Es probable que muchas de estas culturas tuvieran algún tipo de monarquía, pero puede que nunca se conozcan los detalles a precisión. Existen mejores registros del estado de estas culturas en los siglos XV y XVI durante la colonización europea inicial de América, por lo que se sabe algo de los gobiernos nativos aztecas e incas (ejemplos verídicos de monarquías). Las colonias europeas iniciales tendían a seguir el gobierno de sus países de origen, con nuevas administraciones americanas supervisadas por virreyes delegados, aunque finalmente muchas de estas colonias obtuvieron la independencia. Las coronas que alguna vez tuvieron o reclamaron territorio en las Américas incluyen la Española, Portuguesa, Francesa, Sueca y Rusa, e incluso la Curlandia báltica, Sacro Imperio, Prusiana y Noruega.

### Monarquía Azteca

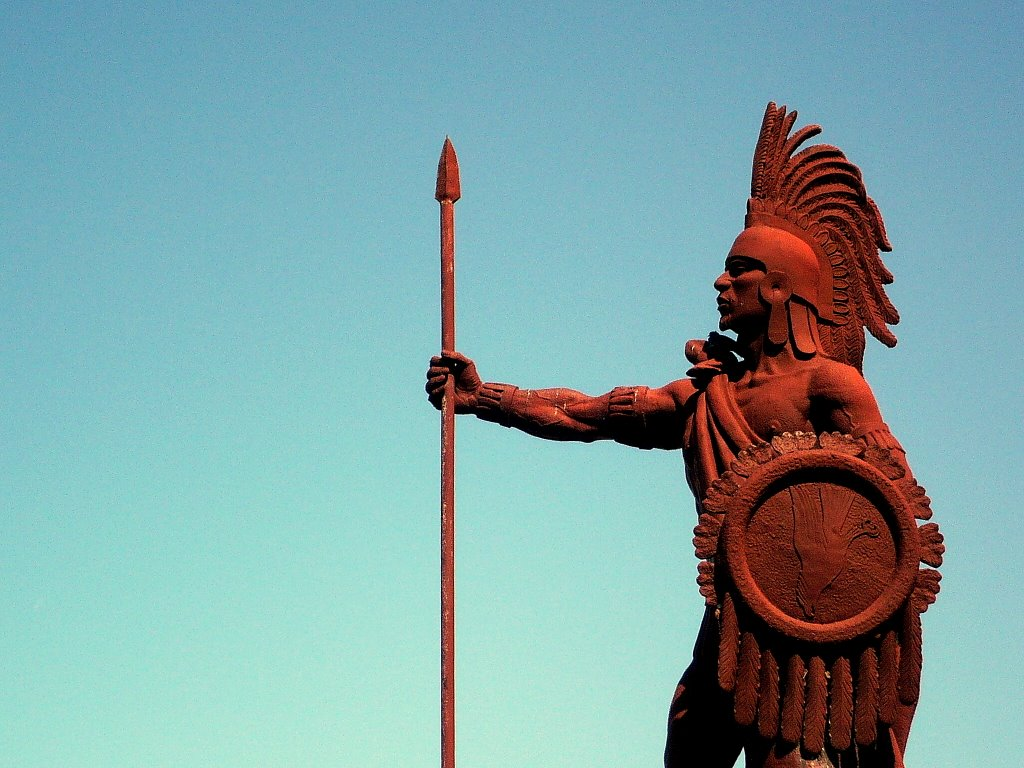
El monumento a Cuauhtémoc, el último rey soberano del Imperio Azteca.

El Imperio Azteca existió en la región central de México entre c. 1325 y 1521, y se formó por la triple alianza del tlatoque (el término náhuatl para "hablante", también traducido al inglés como "rey") de tres ciudades-estado: Tlacopan, Texcoco y la capital del imperio, Tenochtitlán.  Si bien el linaje de los reyes de Tenochtitlan continuó después de la caída de la ciudad en manos de los españoles el 13 de agosto de 1521, reinaron como gobernantes títeres del rey de España hasta la muerte del último tlatoani dinástico, Luis de Santa María Nanacacipactzin, el 27 de diciembre de 1565.

### Monarquía de Barbados

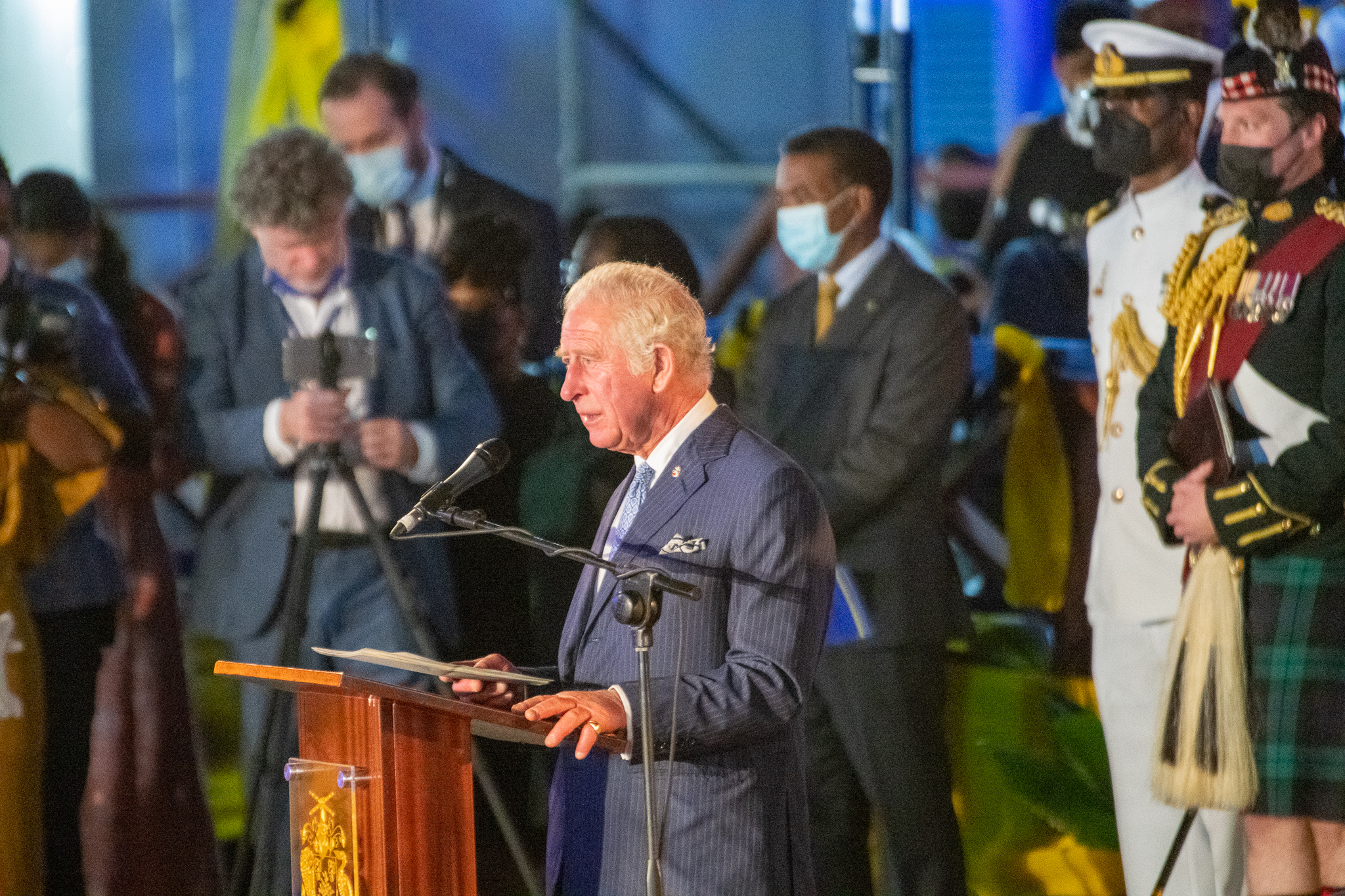
El Príncipe Carlos en la ceremonia que marcó el fin de la monarquía de Barbados y el establecimiento de una república, en Bridgetown, Barbados, el 30 de noviembre de 2021.

La monarquía de Barbados tuvo sus raíces en la monarquía inglesa, bajo cuya autoridad la isla fue reclamada en 1625 y colonizada en 1627, y posteriormente en la monarquía británica. En el siglo XVIII, Barbados se convirtió en una de las principales sedes de la autoridad de la Corona británica en las Indias Occidentales Británicas, y luego, después de un intento en 1958 de federarse con otras colonias de las Indias Occidentales, continuó como colonia autónoma hasta que, en El 30 de noviembre de 1966, el país obtuvo su independencia del Reino Unido, conservando a la entonces monarca reinante, Isabel II, como monarca de la recién formada monarquía de Barbados. El monarca estuvo representado en el país por el gobernador general de Barbados.
En 1966, el primo de Isabel, el príncipe Eduardo, duque de Kent, inauguró la segunda sesión del primer parlamento del país recién creado, antes de que la propia reina, junto con el príncipe Felipe, duque de Edimburgo, realizaran una gira por Barbados. Isabel regresó para celebrar su Jubileo de Plata en 1977, y nuevamente en 1989, para conmemorar el 350 aniversario del establecimiento del Parlamento de Barbados.
El ex primer ministro Owen Arthur convocó a un referéndum para que Barbados se convirtiera en república en 2005, aunque la votación se retrasó hasta "al menos 2006" para acelerar la integración de Barbados en el Mercado Único del Caricom. El 26 de noviembre de 2007 se anunció que el referéndum se celebraría en 2008, junto con las elecciones generales de ese año. Sin embargo, la votación se volvió a posponer por motivos administrativos. El 20 de septiembre de 2021, poco más de un año después de que se hiciera el anuncio de la transición, se presentó al Parlamento de Barbados el proyecto de ley (enmienda) (núm. 2) de la Constitución de 2021. Aprobado el 6 de octubre, el proyecto de ley introdujo enmiendas a la constitución de Barbados, introduciendo el cargo de presidente para reemplazar al monarca de Barbados como jefe de estado. La semana siguiente, el 12 de octubre de 2021, la actual Gobernadora General de Barbados, Dame Sandra Mason, fue nominada conjuntamente por el Primer Ministro y Líder de la Oposición como única candidata a primer presidente de Barbados y posteriormente fue elegida indirectamente el 20 de octubre. Mason asumió el cargo el 30 de noviembre de 2021.

### Monarquía de Brasil

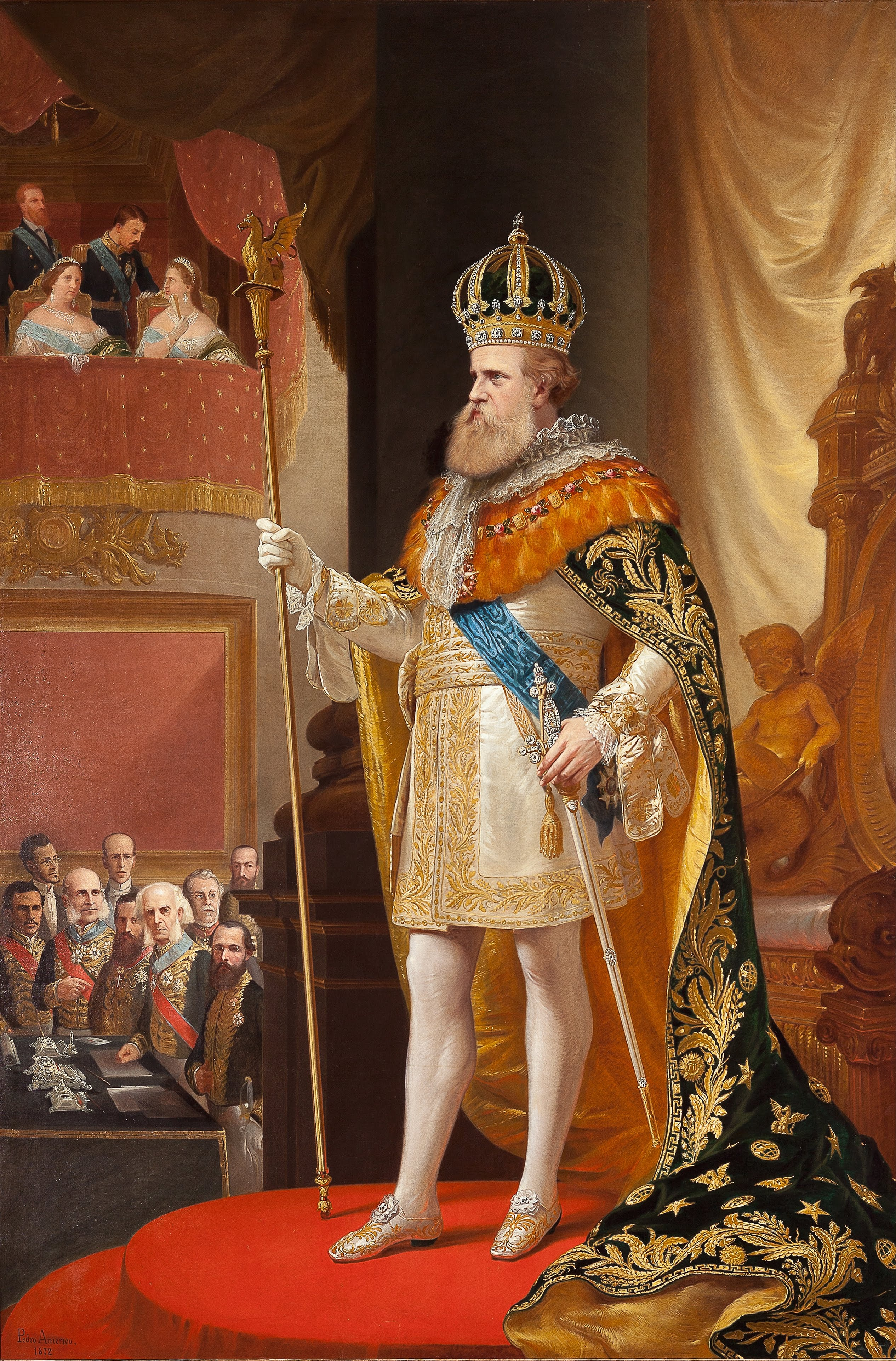
Emperador Pedro II de Brasil.

Brasil fue establecido como reino el 16 de diciembre de 1815, cuando el Príncipe João, Príncipe de Brasil, que entonces actuaba como regente de su madre enferma, la Reina María, elevó la colonia a país constituyente del Reino Unido de Portugal, Brasil y Algarves. Mientras la corte real todavía tenía su sede en Río de Janeiro, João ascendió como rey del reino unido al año siguiente, y regresó a Portugal en 1821, dejando a su hijo, el Príncipe Pedro, el Príncipe Real, como su regente en el Reino de Brasil. En septiembre de ese mismo año, el parlamento portugués amenazó con reducir a Brasil al estatus anterior y desmantelar todas las agencias reales en Río de Janeiro, mientras exigió que Pedro regresara a Lisboa. El Príncipe, sin embargo, temía que estas medidas desencadenaran movimientos separatistas que balcanizaran Brasil y se negó a cumplirlo; en cambio, a instancias de su padre, declaró a Brasil nación independiente el 7 de septiembre de 1822, lo que llevó a la formación del Imperio de Brasil, una monarquía constitucional.
El Príncipe Pedro se convirtió en el primer Emperador de Brasil el 12 de octubre de 1822, con el título de Pedro I (en esa fecha se le ofreció formalmente el Trono del recién creado Imperio, lo aceptó y fue aclamado como monarca), y su coronación tuvo lugar el 1 de diciembre de 1822. Después de que Pedro abdicó del trono el 7 de abril de 1831, el imperio brasileño sólo vio un monarca adicional: Pedro II, quien reinó durante 58 años antes de que un golpe de estado derrocara la monarquía el 15 de noviembre de 1889. Hay dos pretendientes al extinto trono brasileño: Bertrand de Orleans-Braganza, jefe de la rama Vassouras de la Familia Imperial Brasileña, y, según afirmaciones legitimistas, Emperador de jure de Brasil; y el Príncipe Pedro Carlos de Orleans-Braganza, jefe de la línea Petrópolis de la Familia Imperial Brasileña y heredero del trono brasileño según los realistas (sin embargo, Pedro se considera republicano).
La constitución brasileña de 1988 convocó a una votación general sobre la restauración de la monarquía, que se celebró en 1993. Los realistas acudieron a las urnas divididos y la prensa indicó que en realidad había dos príncipes aspirantes al trono brasileño (Dom Luiz de Orleans e Bragança y Dom João Henrique); Esto creó cierta confusión entre los votantes.

### Monarquía de Haití

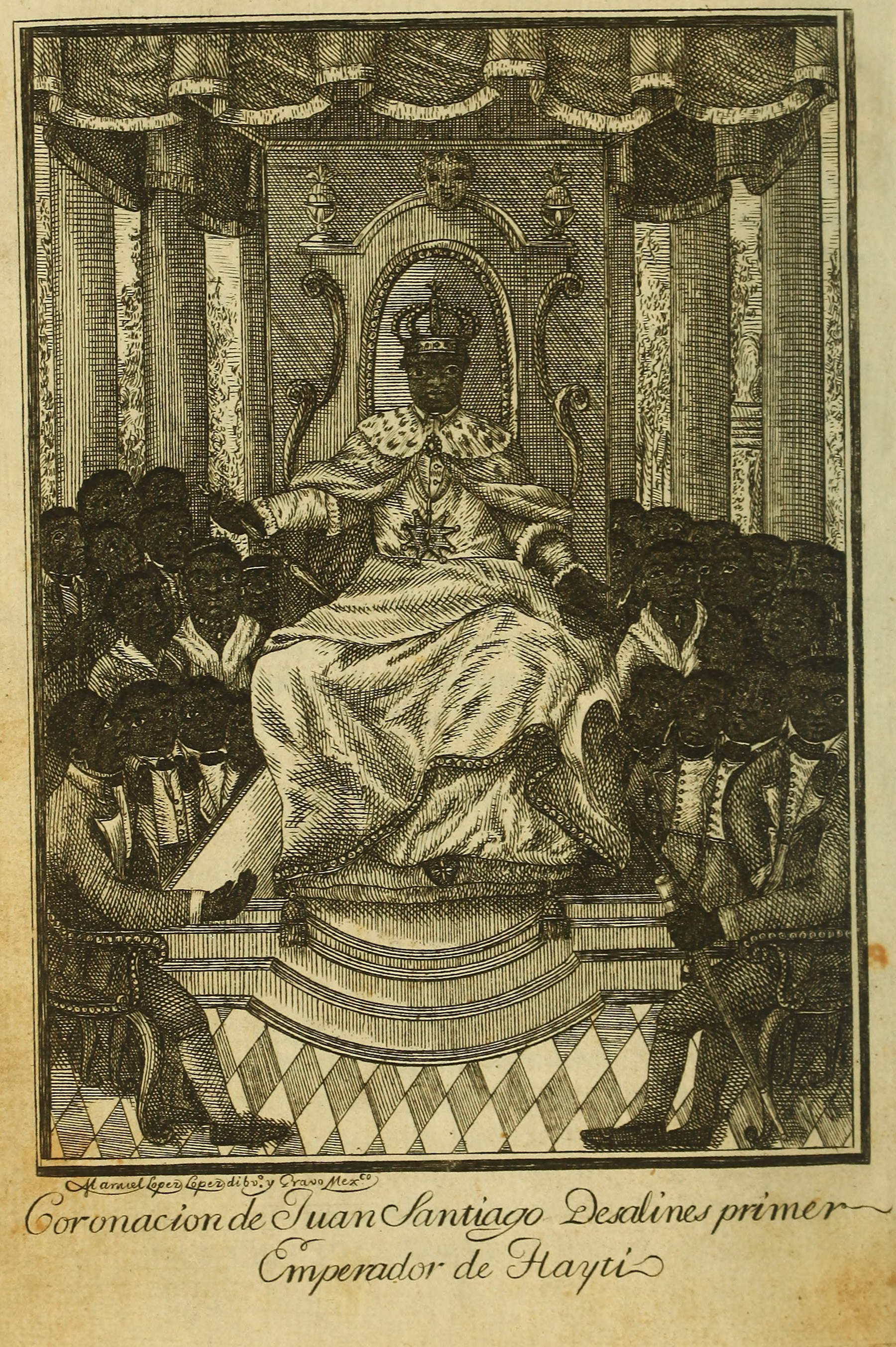
Jacques I, Emperador de Haití

Toda la isla La Española fue reclamada por primera vez el 5 de diciembre de 1492 por Cristóbal Colón, para la reina Isabel la católica, y se estableció el primer virrey de las Américas (Virreinato colombino) junto con varias colonias en toda la isla. Con el posterior descubrimiento de México y Perú muchos de los primeros pobladores partieron hacia tierra firme, pero quedaron unas doce ciudades y cien mil almas, principalmente en la parte oriental de la Isla. A través del Tratado de Riswick en 1697, el rey Luis XIV recibió el tercio occidental de la isla de España como retribución y formalizó el primer asentamiento pirata francés existente desde mediados del siglo XVII, con la colonia administrada por un gobernador general que representaba la corona francesa, un acuerdo que se mantuvo hasta que la Revolución Francesa derrocó la monarquía de Francia el 21 de septiembre de 1792. Aunque el gobierno francés retuvo el control sobre la región de Saint-Domingue, el 22 de septiembre de 1804, Jean-Jacques Dessalines, que había servido como gobernador general de Saint-Domingue desde el 30 de noviembre de 1803, se declaró jefe de un independiente Imperio de Haití, y su coronación como emperador Jacques I tuvo lugar el 6 de octubre de ese año. Después de su asesinato el 17 de octubre de 1806, el país se dividió por la mitad y la parte norte finalmente se convirtió en el Reino de Haití el 28 de marzo de 1811, con Henri Christophe instalado como rey Enrique I. Cuando el rey Enrique se suicidó el 8 de octubre de 1820, y su hijo, Jacques-Victor Henry, Príncipe Real de Haití, fue asesinado por revolucionarios diez días después, el reino se fusionó con la República de Haití, en el sur, de la que Faustin-Élie Soulouque fue elegido presidente el 2 de marzo de 1847. Dos años más tarde, el 26 de agosto de 1849, la asamblea nacional haitiana declaró presidente al emperador Faustin I, restableciendo así el Segundo Imperio de Haití. Pero esta reencarnación monárquica también duró poco, ya que estalló una revolución en el imperio en 1858, lo que provocó que Faustin abdicara del trono el 18 de enero de 1859.

### Monarquía Inca

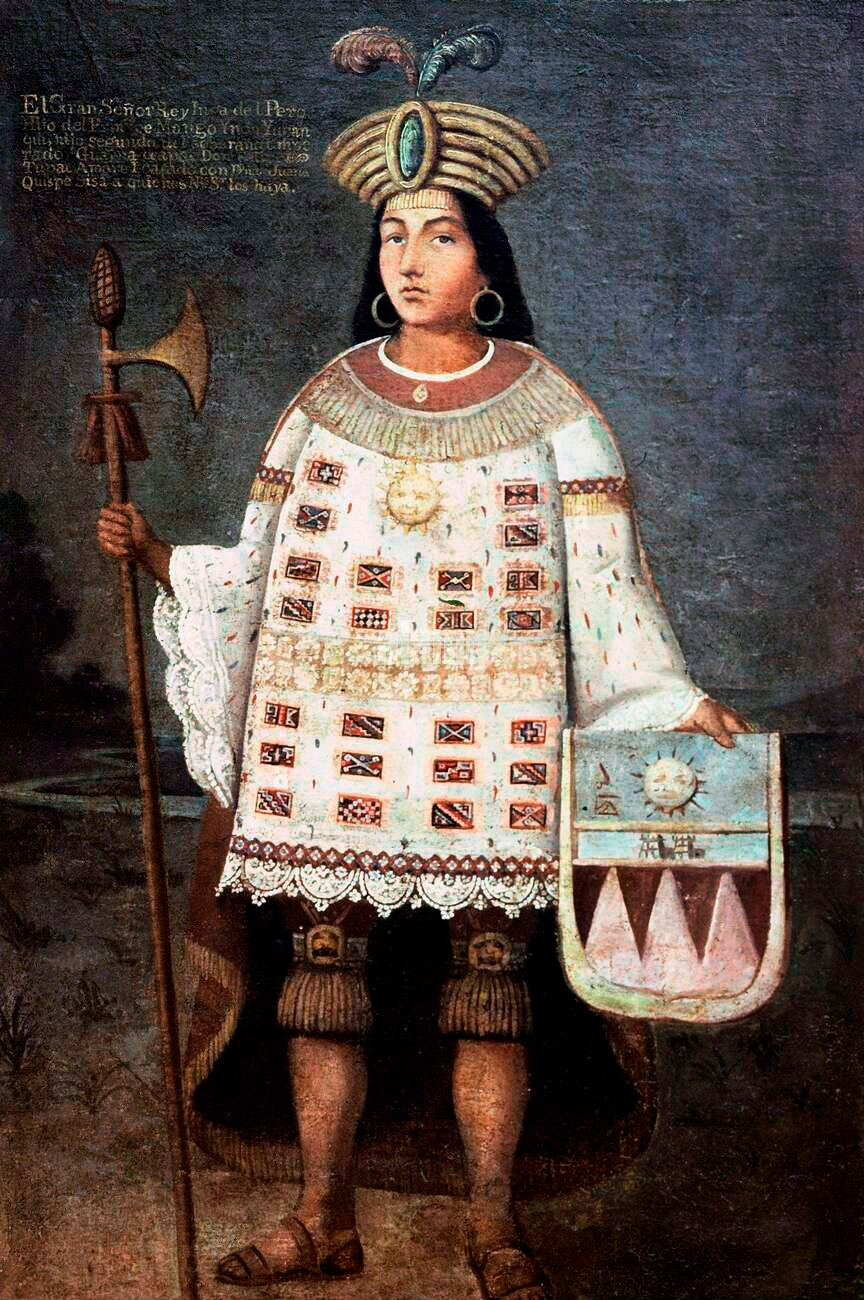
Túpac Amaru, el último Sapa Inca del Estado Neoinca en Vilcabamba

El Imperio Inca se extendió por el noroeste de América del Sur entre 1438 y 1533, gobernado por un monarca llamado Sapa Inca, Sapa, Cápac Inca o Apu. La civilización Inca surgió en el Reino del Cuzco, y se expandió hasta convertirse en el Tahuantinsuyo, o "tierra de las cuatro secciones", cada una gobernada por un gobernador o virrey llamado Apu-cuna, bajo el liderazgo del Sapa Inca central. El Imperio Inca finalmente cayó en manos de los españoles en 1533, cuando el último Sapa Inca del imperio, Atahualpa, fue capturado y ejecutado el 29 de agosto. Los conquistadores instalaron otros Sapa Inca, comenzando por el hermano de Atahualpa, Túpac Huallpa, luego Manco Inca y finalmente Paullu Inca. Manco Inca Yupanqui, originalmente también un emperador inca títere instalado por los españoles, se rebeló y fundó el pequeño Estado neoinca independiente en Vilcabamba, y la línea de Vilcabamba continuó hasta la muerte de Túpac Amaru en 1572.

### Monarquía Maya

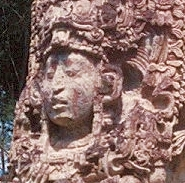
Estela que representa al rey Uaxaclajuun Ub'aah K'awiil de Copán

La civilización maya estaba ubicada en la península de Yucatán y en la porción ístmica de América del Norte, y la porción norte de América Central (Guatemala, Belice, El Salvador y Honduras) comprendía una serie de ajawil, ajawlel o ajawlil: entidades políticas jerárquicas encabezadas por un gobernante hereditario conocido como k'uhul ajaw "señor divino" (el término maya clásico para un líder soberano).
A pesar de las guerras constantes y los cambios en el poder regional, la mayoría de los reinos mayas siguieron siendo parte del paisaje de la región, incluso después de la subordinación a gobernantes hegemónicos mediante conquistas o uniones dinásticas. Sin embargo, la civilización maya comenzó su declive en los siglos VIII y IX, y cuando llegaron los españoles, solo quedaban unos pocos reinos, como el reino de Peten Itza, Mam, Kaqchikel y el reino K'iche'. de Q'umarkaj. El 13 de marzo de 1697, el último rey maya, Kan Ek', de los mayas itzaes, fue derrotado en Nojpetén, la capital itza, por las fuerzas del rey Felipe IV de España.

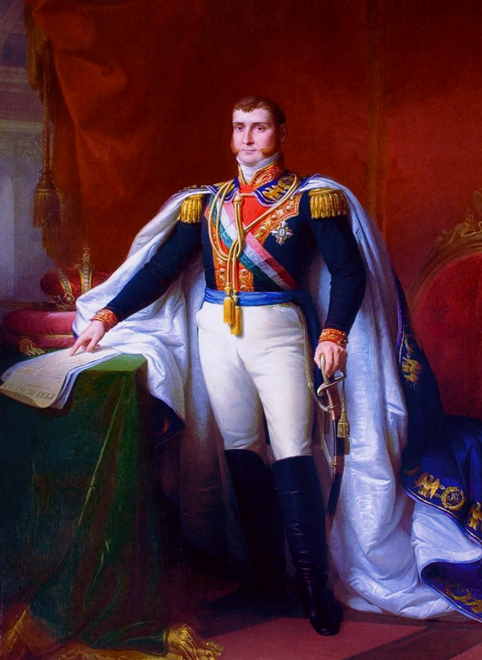
Emperador Agustín I de México

### Monarquía de México

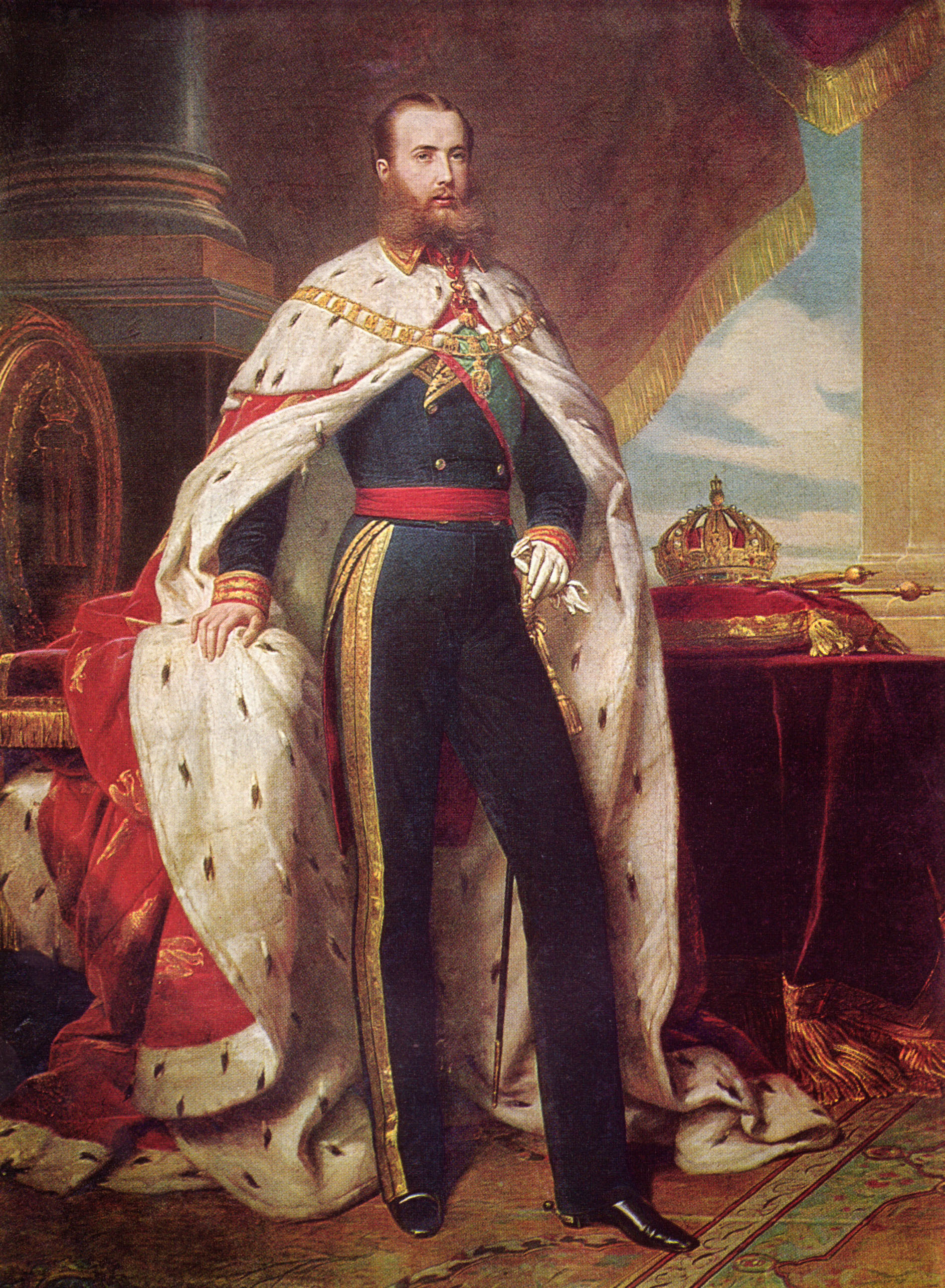
Retrato de Maximiliano I de México, de Franz Xaver Winterhalter

Con la victoria de los mexicanos sobre el ejército imperial español en 1821, llegó a su fin el Virreinato de Nueva España. El recién independizado Congreso mexicano todavía deseaba que el rey Fernando VII, u otro miembro de la Casa de Borbón, aceptara ser instalado como Emperador de México, formando así una especie de unión personal con España. La monarquía española, sin embargo, se negó a reconocer el nuevo estado y decretó que no permitiría que ningún otro príncipe europeo ocupara el trono de México. Así, el mexicano Agustín de Iturbide fue coronado como Agustín I el 19 de mayo de 1822, con decreto oficial de confirmación emitido dos días después, fundando el Primer Imperio mexicano. Sólo unos meses más tarde, Agustín disolvió un congreso faccioso, lo que provocó que Antonio López de Santa Anna, enfurecido, organizara un golpe de estado que condujo a la declaración de una república el 1 de diciembre de 1822. Para poner fin a los disturbios, Agustín abdicó el 19 de marzo de 1823 y abandonó el país, mientras la monarquía mexicana fue abolida. Después de enterarse de que la situación en México había empeorado desde su abdicación, Iturbide regresó de Inglaterra el 11 de mayo de 1824, pero fue detenido al poner un pie en México y, sin juicio, fue ejecutado.
El archiduque Maximiliano de Austria, hermano del Emperador de Austria y descendiente de los anteriores gobernantes Habsburgo de México como Nueva España, fue elegido Emperador Maximiliano I de México por la Asamblea de Notables en la Ciudad de México, restableciendo así la monarquía mexicana con el Segundo Imperio mexicano.
El año anterior, Benito Juárez, el presidente republicano de México, suspendió todos los pagos de las deudas externas de México (excepto las adeudadas a los Estados Unidos), lo que llevó a Francia, el Reino Unido y España a enviar una fuerza expedicionaria conjunta que tomó Veracruz en diciembre. 1861. Luego, Juárez pagó las deudas, después de lo cual las tropas británicas y españolas se retiraron, pero el emperador Napoleón III de Francia y los monárquicos mexicanos aprovecharon la oportunidad para derrocar la república e instalar un monarca mexicano amigable con los intereses de Francia y la nobleza mexicana.
Al final, el nuevo emperador mexicano no cedió a los deseos de Napoleón III, lo que llevó a este último a retirar la mayor parte de su influencia de México. De todos modos, los liberales todavía consideraban a Maximiliano un títere francés. Asimismo, al final de la Guerra Civil Estadounidense, las tropas estadounidenses se trasladaron a la frontera entre México y Estados Unidos como parte de una invasión planificada, viendo el establecimiento del Segundo Imperio Mexicano como una infracción a su Doctrina Monroe, a pesar de que era un territorio mexicano. esquema y fue considerado una monarquía mexicana endémica. Respaldado por los estadounidenses, el ex presidente Juárez se movilizó para retomar el poder y derrotó a Maximiliano en Querétaro el 15 de mayo de 1867. El Emperador fue procesado ante un tribunal militar, condenado a muerte y ejecutado en el Cerro de las Campanas el 19 de junio de 1867.

### Reino de la Mosquitia

El Reino de la Mosquitia

El Reino de la Mosquitia controló las costas atlánticas de Nicaragua y Honduras desde el siglo XVII hasta mediados del siglo XIX.
Los mískitu, pech, rama, garífuna, mayagna y posteriormente criollos de Centroamérica que habitaron el territorio fueron gobernados por la autoridad de la Monarquía Mosquitiana. Mientras que los reyes tenían autoridad sobre todo el territorio; Había otros líderes importantes conocidos como "generales", "gobernadores" y "almirantes", que controlaban diferentes regiones dentro del Reino.
El Reino de la Mosquitia era similar al sistema de parentesco hawaiano. Muchos generales intentaron convertirse en reyes, pero sólo Pedro, el primero conocido históricamente, se convirtió en rey regente, tras la muerte de su hermano el rey Jeremías II. Todos los reyes, generales, gobernadores y almirantes miskitos fueron parientes cercanos que controlaron la realeza durante más de 270 años.

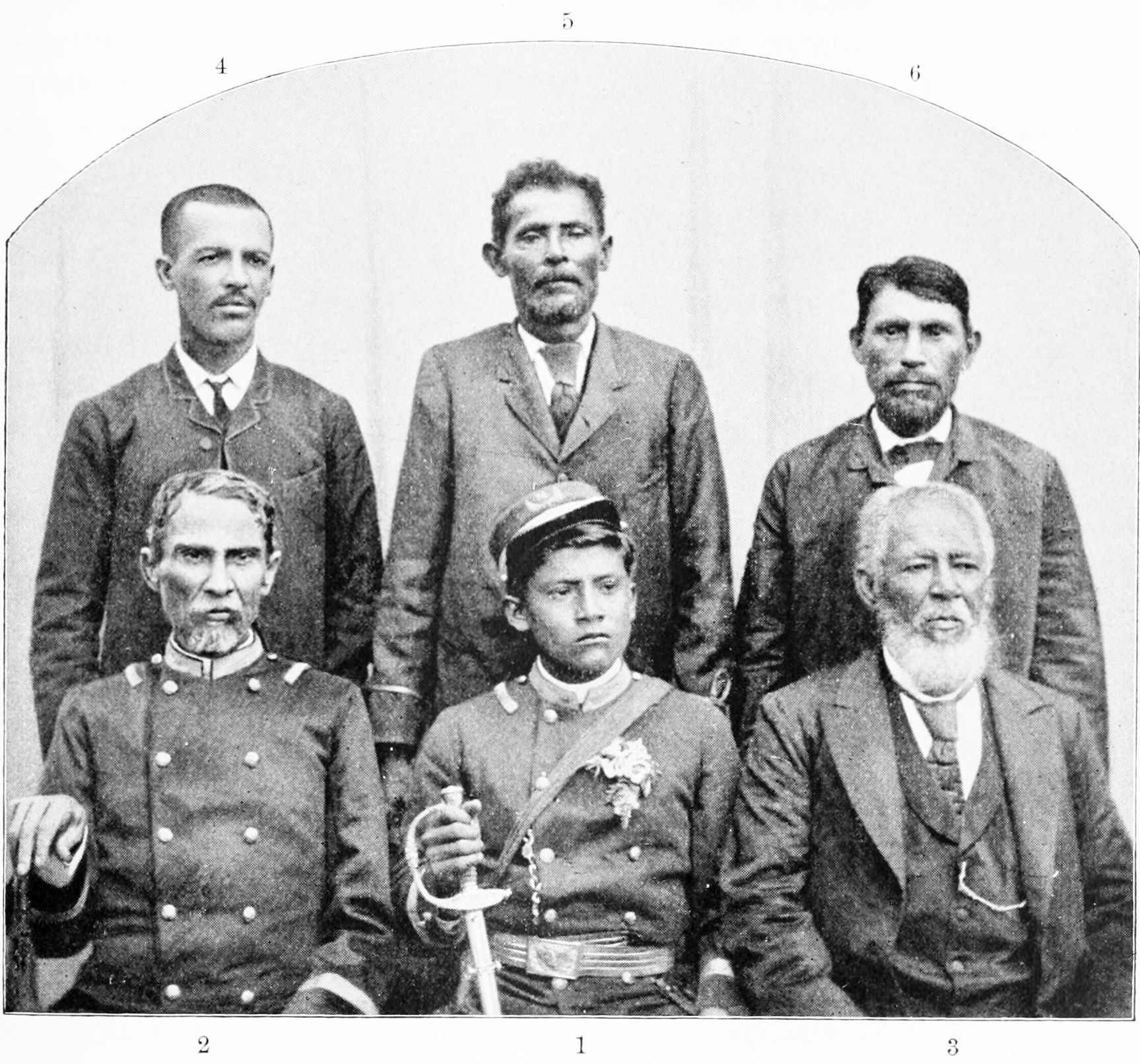
El jefe miskitu Robert y el consejo ejecutivo

Según la tradición oral de los mískitos, siglos atrás, un grupo de personas que, lideradas por su líder guerrero Miskut, emigraron del norte de Sudamérica, recorrieron la costa caribeña y se asentaron en el continente, en un lugar donde un río, una laguna y el mar convergió. Llamaron a este sitio Sitawala, el río más tarde se llamaría Wangki (río Coco) y la laguna Kip Almuk (Cabo Viejo). Los aldeanos se llamaban a sí mismos Miskut kiampka (familia Miskut) o Miskut uplika nani (gente de Miskut).
Los contactos con piratas (franceses, holandeses y británicos) y africanos (que buscaban refugio para escapar de la esclavitud) comenzaron en el siglo XVII. En 1629, los puritanos ingleses establecieron en la isla de Providence lo que llamaron New Westminster, la Providence Company. Del trato con comerciantes y colonos británicos, el pueblo miskitu obtiene productos no tradicionales y armas de fuego, lo que se convirtió en una nueva necesidad cultural. Este fue también el momento en que el Reino comenzó a ganar popularidad.
El Reino de la Mosquitia se convirtió en una fuerza más fuerte contra los españoles cuando el rey miskitu Eduardo I, firmó un Tratado de Amistad y Alianza con el rey Jorge II de Gran Bretaña, aceptando la protección militar y el derecho común inglés, excepto cuando el derecho inglés estaba en conflicto con las existentes costumbres, cultura y tradiciones miskitu.
Al cese de la Guerra de Independencia de los Estados Unidos, el rey Jorge III del Reino Unido, a través de la Convención de Londres, también conocida como Convención Anglo-Española, un acuerdo negociado y firmado el 14 de julio de 1786 entre el Reino de Gran Bretaña y el Reino de España sobre el estatus de asentamientos británicos dentro del territorio de Centroamérica, Gran Bretaña acordó evacuar todos los asentamientos británicos de la Mosquitia. A cambio, España acordó ampliar el territorio disponible para los madereros británicos en la península de Yucatán y les permitió cortar caoba y otras maderas duras. A pesar de la oposición de los colonos de la Mosquitia, el acuerdo se implementó y los británicos evacuaron a más de 2.000 personas. La mayoría de ellos se dirigieron a Belice, pero otros fueron reubicados en Jamaica, Gran Caimán y Roatán.

Celebración del 21 cumpleaños del Jefe Hereditario Robert Henry Clarence

Sin embargo, Gran Bretaña continuó su relación con el Reino Mosquitiano y su gobierno, mediante la cual interfirió durante los siguientes 150 años en los asuntos internacionales de Moskitia a expensas de la soberanía del Reino Mosquitiano.
Mediante el acto de lo que Gran Bretaña llamó "gobierno indirecto", concluyeron la firma del Tratado Clayton-Bulwer de 1850 con Estados Unidos. Según los términos del tratado, ni Gran Bretaña ni los Estados Unidos jamás "ocuparían, fortificarían, colonizarían, asumirían o ejercerían ningún dominio sobre Nicaragua, Costa Rica, la Costa de los Mosquitos o cualquier parte de Centroamérica", ni hacer uso de cualquier protectorado o alianza, presente o futura. Esto significó darle al rey Jorge IV (Jorge Augusto Federico) el control total de su Reino y el reconocimiento del Reino Mosquitiano como nación soberana. Sin embargo, en 1860, Gran Bretaña, sin ningún derecho internacional, celebró el Tratado de Managua, en el que Gran Bretaña afirma reconocer a la Mosquitia como parte del territorio nicaragüense. Sin embargo, este tratado reservaba, sobre la base de derechos históricos, un enclave autónomo conocido como Reserva de Mosquitos para el pueblo, citando acuerdos de tratados anteriores y circunstancias históricas. Posteriormente, el rey también se vio obligado a cambiar su título a jefe.
Después de que el jefe y el pueblo de la Reserva Mosquito disfrutaron de 34 años de autonomía, el gobierno de Nicaragua violó los términos del Tratado de Managua de 1860, y en 1894 envió tropas del ejército a la Reserva Mosquito con el fin de incorporar la región al resto del país. En 1905 se firmó el Tratado Harrison-Altamirano entre Nicaragua y Gran Bretaña que puso fin a la Reserva Mosquito, su gobierno legal y hereditario y su Estatuto de Autonomía.
Durante este mismo tiempo histórico, en 1957, la Matriarca Heredera, Josephenie Hendy Hebbert Twaska, intentó recuperar la independencia de la Mosquitia. Sin embargo, tras la ejecución de algunos de sus familiares, en 1960, se le dio la opción de exiliarse permanentemente o enfrentarse a la muerte o la prisión. Se mudó a Costa Rica y ahora vive en los Estados Unidos donde todavía intenta recuperar la Independencia para su pueblo.
La Mosquitia recuperó su Estatuto de Autonomía después de tres años de guerra entre el gobierno del FSLN y un grupo de alianza entre pueblos indígenas y afrodescendientes de la Mosquitia, cuando en 1984 el gobierno propuso negociaciones para poner fin a la guerra. Las primeras conversaciones de estas negociaciones se llevaron a cabo con el líder miskitu, Brooklyn Rivera. Y el 30 de octubre de 1987 se publicó el Estatuto de Autonomía. La Monarquía Mosquitiana aún no ha sido restaurada, todavía muchos pueblos Miskitu y otros aún reconocen a la familia Real Miskitu.

### Monarquía Taíno
Los taínos eran una civilización indígena extendida por las islas que hoy se encuentran dentro de las Bahamas, las Antillas Mayores y las Antillas Menores del norte. Estas regiones se dividieron en reinos (sólo la isla Hispaniola estaba segmentada en cinco reinos), que a veces se subdividían en provincias. Cada reino estaba dirigido por un cacique o "cacique", quien era asesorado en su ejercicio del poder real por un consejo de sacerdotes/curanderos conocidos como bohiques. La línea de sucesión, sin embargo, era matrilineal, por lo que si no había un heredero varón que se convirtiera en cacigue, el título pasaría al hijo mayor, ya fuera hijo o hija, de la hermana del difunto. Después de luchar durante siglos con los caribes, el imperio taíno finalmente sucumbió a las enfermedades y la violencia de los colonizadores españoles.

## Monarquías coloniales

### Curlandia

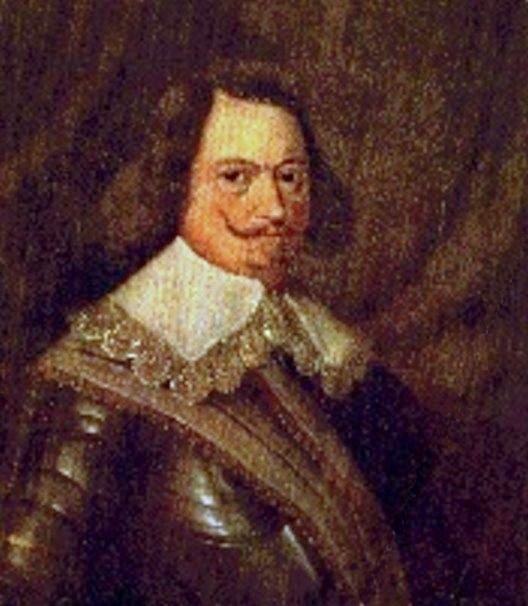
Jacob Kettler, duque de Curlandia y Semigalia, intentó establecer una colonia en América.

Después de varios intentos fallidos de colonizar Tobago, el duque Jacob Kettler de Curlandia y Semigallia envió un barco más a la isla, que desembarcó allí el 20 de mayo de 1654, llevando soldados y colonos, que llamaron a la isla Nueva Curlandia. Aproximadamente al mismo tiempo, se establecieron colonias holandesas en otros lugares de la isla y, finalmente, superaron en población a las del Ducado de Curlandia. Cuando el duque fue capturado por las fuerzas suecas en 1658, los colonos holandeses alcanzaron las colonias de Curlandia, lo que obligó al gobernador a rendirse. Después de la devolución del territorio a Curlandia a través del Tratado de Oliwa de 1660, el próximo duque de Curlandia (Friedrich Casimir Kettler) hizo varios intentos de recolonización, pero fracasaron y vendió Nueva Curlandia en 1689. Como Curlandia era vasallo de la Mancomunidad Polaca-Lituana, también contaría como presencia de la Monarquía de Polonia y Lituania en América.

### España
A partir de 1492 con los viajes de Cristóbal Colón bajo la dirección de Isabel I de Castilla, la Corona española amasó un gran imperio americano a lo largo de tres siglos, extendiéndose primero desde el Caribe hasta América Central, la mayor parte de América del Sur, México, lo que hoy es el Sudoeste de Estados Unidos, y la costa del Pacífico de América del Norte hasta Alaska. Estas regiones formaron la mayoría del Virreinato de Nueva España, el Virreinato del Perú, el Virreinato de Nueva Granada y el Virreinato del Río de la Plata en cada uno de los cuales el monarca español estuvo representado por un virrey. Sin embargo, a principios del siglo XIX, las posesiones del soberano español en América iniciaron una serie de movimientos de independencia, que culminaron con la pérdida por parte de la Corona de todas sus colonias en el continente de América del Norte y del Sur en 1825. Las colonias restantes de Cuba y Puerto Rico fueron ocupadas por los Estados Unidos después de la Guerra Hispanoamericana, poniendo fin al dominio español en América en 1899.

### Francia
Después de que el rey Francisco I encargara a Jacques Cartier la búsqueda de una ruta oriental hacia Asia, el 27 de julio de 1605 se fundó el asentamiento de Port Royal en lo que era Acadia, hoy llamado Annapolis Royal, Nueva Escocia. A partir de ahí, el imperio de la Corona francesa en América creció hasta incluir áreas de tierra que rodean los Grandes Lagos y el río Mississippi, así como islas en el Caribe y la costa noreste de América del Sur. El virreinato de Nueva Francia finalmente se convirtió en provincia real de Francia en 1663 por el rey Luis XIV. Algunas regiones se perdieron ante las Coronas española o británica a través de conflictos y tratados, y aquellas que todavía eran posesiones del rey francés el 21 de diciembre de 1792 quedaron bajo dominio republicano cuando la monarquía francesa fue abolida ese día. Tras varias restauraciones de la monarquía, la presencia de la monarquía francesa en América terminó con el colapso del Segundo Imperio Francés bajo Napoleón III en 1870.

### Noruega

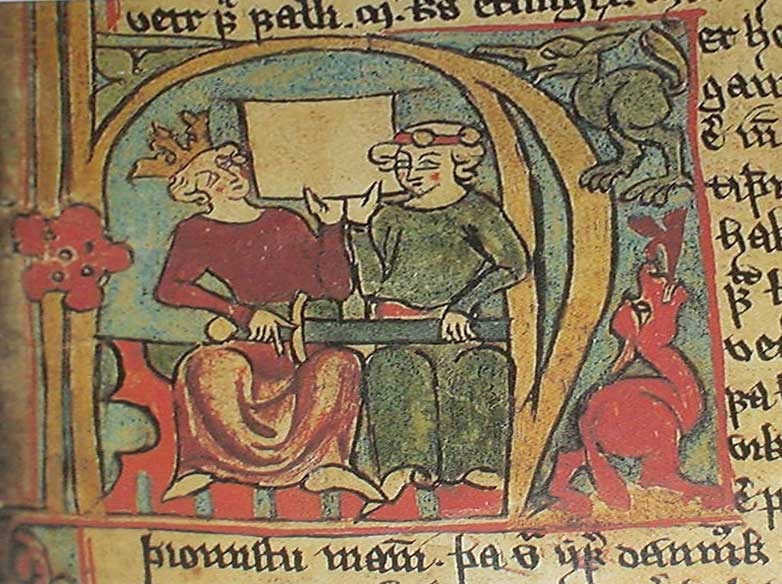
Hákon, rey de Noruega (sentado a la izquierda), quien tomó posesión de Groenlandia en 1261.

Súbditos del Reino de Noruega durante la Edad Media serían los primeros en establecer posesión de Groenlandia con exploradores como Gunnbjörn Ulfsson, Erik el Rojo, Leif Erikson, etc. Este ultimo incluso llegaron a tomar posesión de la América continental en la actual Canadá. Los groenlandeses nórdicos finalmente se sometieron al dominio noruego en 1261. Aunque tras la unión de Dinamarca-Noruega, con la primacía de la corona danesa, el territorio sería traspasado a ellos.

### Portugal

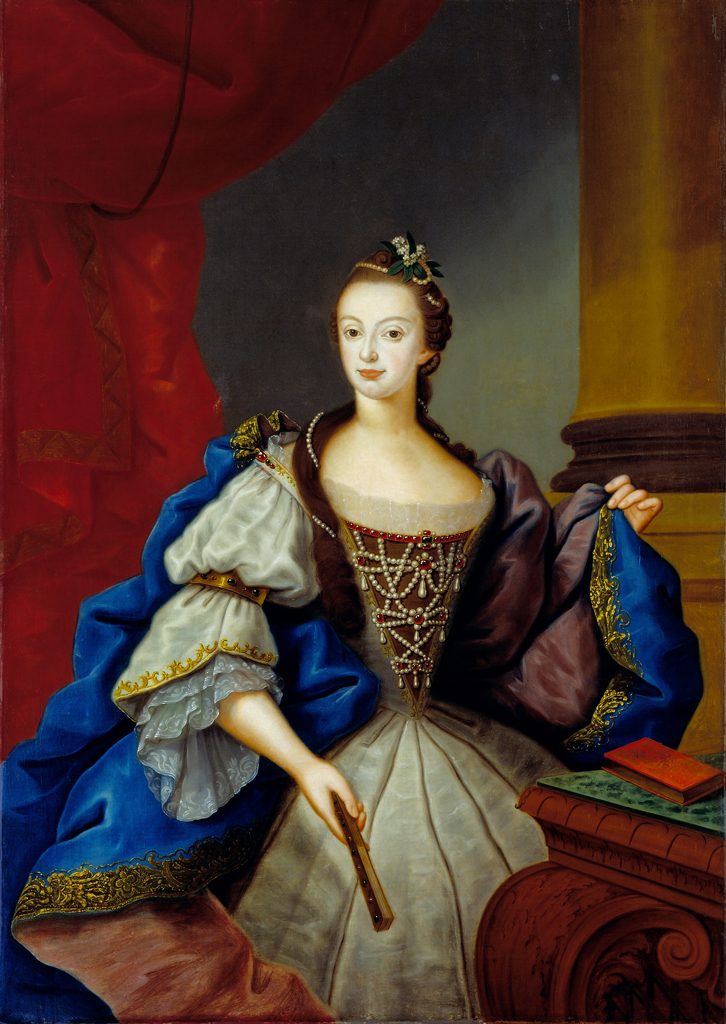
Reina María I de Portugal, primera reina de Brasil

El Reino Unido de Portugal, Brasil y los Algarves surgió a raíz de la guerra de Portugal con la Francia napoleónica. El príncipe regente portugués, futuro rey Juan VI, con su madre incapacitada, la reina María I de Portugal y la Corte Real, escapó a la colonia de Brasil en 1808. Con la derrota de Napoleón en 1815, hubo llamamientos para el regreso del monarca portugués a Lisboa. El Príncipe Regente portugués disfrutaba de la vida en Río de Janeiro, donde la monarquía era en ese momento más popular y donde disfrutaba de más libertad, por lo que no estaba dispuesto a regresar a Europa. 
Sin embargo, quienes defendían el regreso de la Corte a Lisboa argumentaron que Brasil era sólo una colonia y que no era correcto que Portugal fuera gobernado desde una colonia. Por otro lado, los principales cortesanos brasileños presionaron para que se elevara a Brasil del rango de colonia, para que pudieran disfrutar del pleno estatus de ciudadanos de la madre patria. Los nacionalistas brasileños también apoyaron la medida, porque indicaba que Brasil ya no sería sumiso a los intereses de Portugal, sino que tendría el mismo estatus dentro de una monarquía transatlántica.

### Rusia

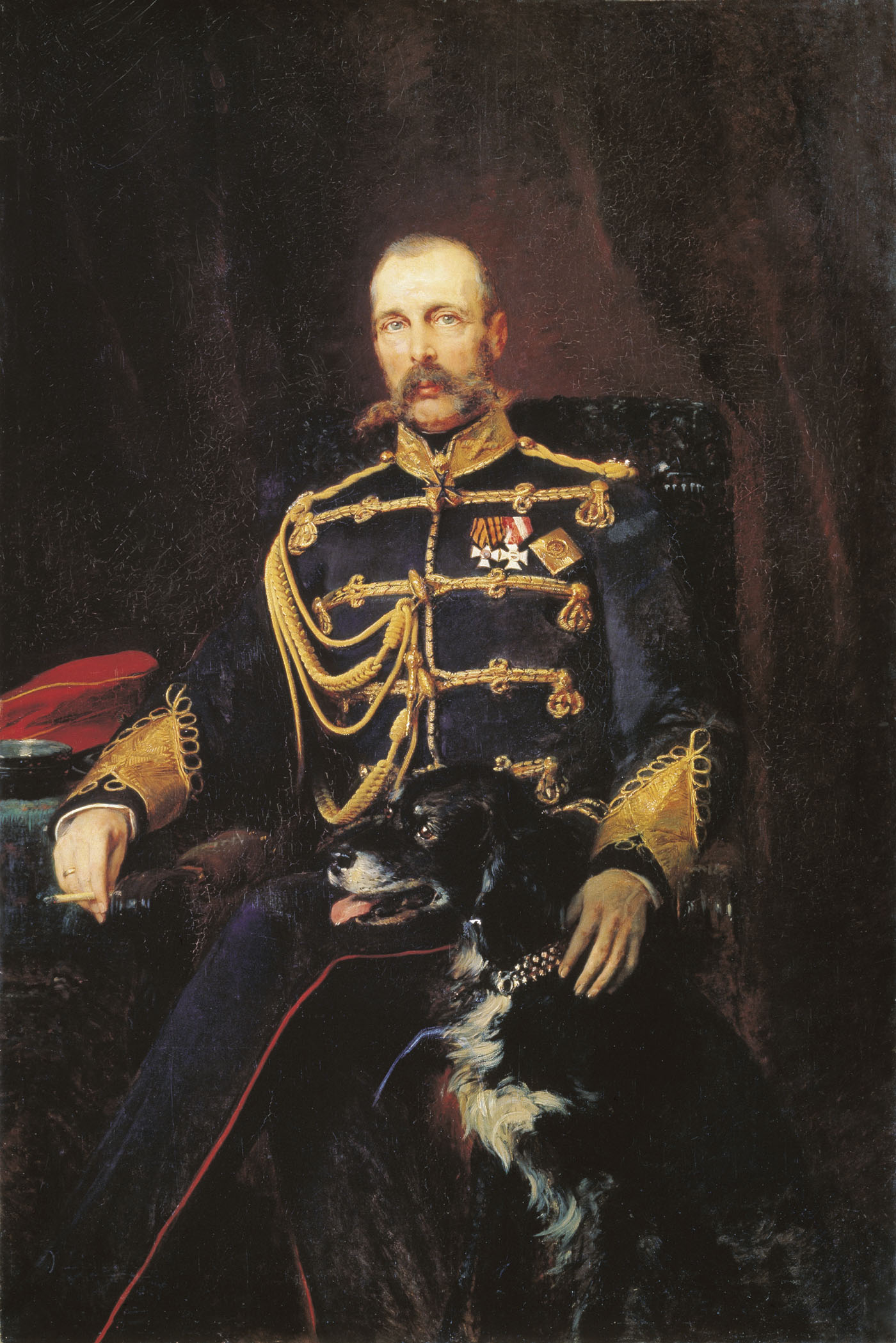
El Zar Alejandro II, emperador de Rusia, que vendió Alaska a los Estados Unidos de América en 1867.

Los primeros asentamientos rusos permanentes en lo que hoy es el estado estadounidense de Alaska se establecieron en la década de 1790, formando la Alaska rusa, después de que el zar Pedro I convocara expediciones a través del estrecho de Bering en 1725, con la región administrada por el jefe de la Compañía Ruso-Americana como representante del Emperador. Otro puesto avanzado ruso, Fort Ross, se estableció en 1812 en lo que hoy es California.
Las colonias, sin embargo, nunca fueron lo suficientemente rentables como para
mantener el interés ruso en la zona, y la población sólo alcanzó un máximo de 700 habitantes. Fort Ross se vendió en 1841 y, en 1867, se negoció un acuerdo por el cual el zar Alejandro II vendió su territorio de Alaska a los Estados Unidos de América por 7.200.000 dólares, y la transferencia oficial tuvo lugar el 30 de octubre de ese año.

### Suecia
Durante un tiempo, los franceses cedieron la soberanía de la isla de San Bartolomé a los suecos, pero finalmente la devolvieron. San Bartolomé (1784-1878) funcionó como puerto libre. La capital, Gustavia, conserva su nombre sueco. Previamente se intento fundar una posesión en Norteamérica llamada Nueva Suecia.

## Monarquías autoproclamadas
Estas entidades nunca fueron reconocidas como gobiernos de jure o legítimos en el Derecho internacional:

### Reino Mormón James J. Strang

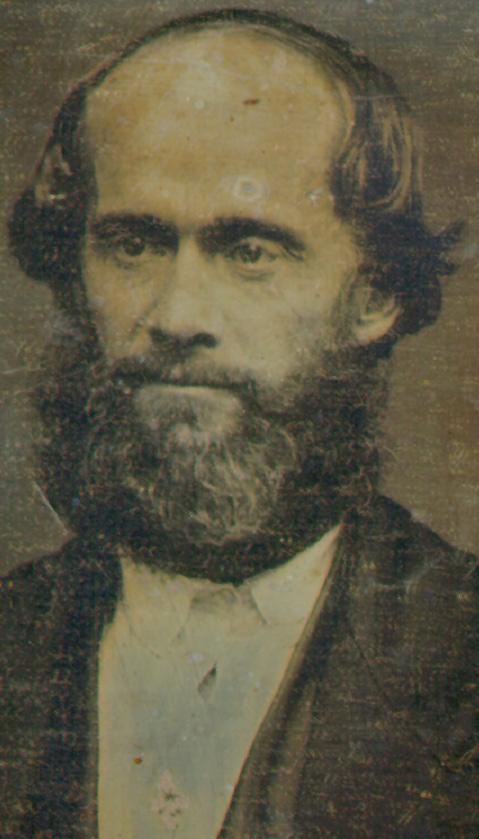
Daguerrotipo de 1856 de James Strang

James Strang, un posible sucesor del profeta mormón Joseph Smith, Jr., se proclamó "rey" de su iglesia Strangite en 1850, que entonces se concentraba principalmente en Beaver Island en el lago Michigan. El 8 de julio de ese año, fue coronado físicamente en una elaborada ceremonia de coronación completa con corona, cetro, trono, manto de armiño y coraza.
Aunque nunca reclamó soberanía legal sobre Beaver Island o cualquier otra entidad geográfica, Strang logró (como miembro de la Legislatura del Estado de Michigan) que su "reino" se constituyera como un condado separado, donde sus seguidores ocupaban todos los cargos del condado, y la palabra de Strang era ley. El presidente estadounidense Millard Fillmore ordenó una investigación sobre la colonia de Strang, que resultó en el juicio de Strang en Detroit por traición, invasión, falsificación y otros delitos, pero el jurado encontró al "rey" inocente de todos los cargos. Strang finalmente fue asesinado por dos seguidores descontentos en 1856, y su reino, junto con sus insignias reales, desapareció.

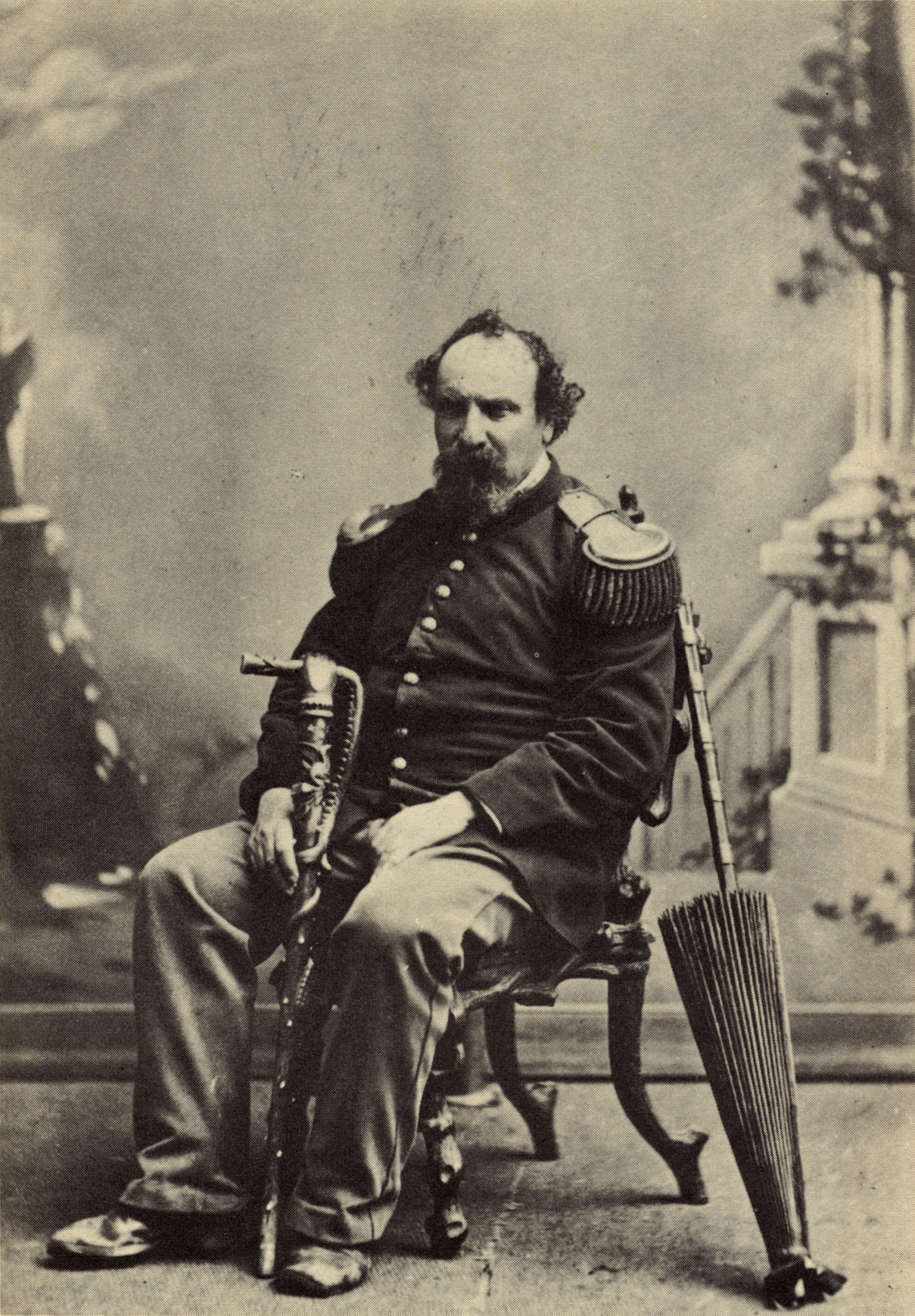
Fotografía del emperador Norton.

### Monarquía Estadounidense de Josué Norton
Joshua Abraham Norton, un inglés que emigró a San Francisco, California en 1849, se proclamó "Emperador de Estados Unidos" en 1859, añadiendo posteriormente el título de "Protector de México".
Aunque nunca fue reconocido por los gobiernos de Estados Unidos o México, se le concedió cierto grado de deferencia dentro del propio San Francisco, incluidos asientos reservados en los balcones (por los cuales nunca se le cobraron) en los teatros locales y saludos de los policías que se cruzaban con él en la calle. Participó activamente en diversas cuestiones cívicas y abogó por la construcción de un puente para la Bahía de San Francisco. La moneda especialmente impresa autorizada por Norton fue aceptada como moneda de curso legal en varias empresas de la ciudad. Cuando Norton murió en 1880, se le celebró un lujoso funeral al que asistieron más de 30.000 personas.

Bandera del Principado de Trinidad.

### Principado de Trinidad
James Harden-Hickey fue un príncipe autoproclamado que intentó establecer el llamado Principado de Trinidad en Trindade y las Islas Martim Vaz en el Océano Atlántico Sur a finales del siglo XIX. Aunque inicialmente atrajeron cierta atención de los periódicos, las afirmaciones de Hickey fueron ignoradas o ridiculizadas por otras naciones, y las islas finalmente fueron ocupadas por Brasil.

Bandera del Reino de Redonda

### Reino de Redonda
La pequeña isla deshabitada de Redonda forma parte de Antigua y Barbuda, un país de la Commonwealth. Existe una micronación, el "Reino de Redonda ", que en gran parte está formada por personas de Inglaterra que afirman ser reyes de una isla que nunca han visitado. La micronación se remonta al escritor de fantasía MP Shiel, quien creó un relato dudoso en 1929 de que su padre, Matthew Dowdy Shiell, la había pedido y las autoridades coloniales británicas le habían otorgado el título de Rey de Redonda en 1865. El joven Shiel subió al trono a la edad de 15 años en 1880. No existe ningún registro de una concesión tan improbable, ni siquiera de que los dos visitaran la isla. Sin embargo, John Gawsworth tomó el mando en 1947 y luego afirmó ser rey, vendió la realeza a otros varias veces y vendió rangos de nobleza. El resultado de las repetidas ventas es que al menos 9 personas afirman ser todos reyes de Redonda. Ninguno de los implicados parece haber intentado nunca establecerse físicamente en la propia isla.

### Reino de la Araucanía y la Patagonia

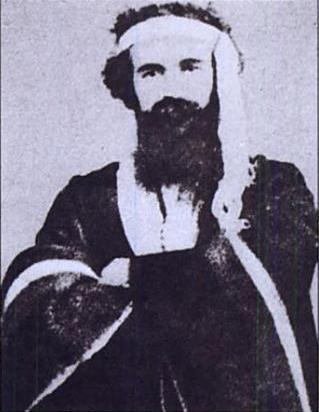
Orélie-Antoine de Tounens, pretendiente a rey de la Araucanía y la Patagonia

El Reino de la Araucanía y la Patagonia fue un breve intento de establecer una monarquía constitucional, fundado por el abogado y aventurero francés Orelie-Antoine de Tounens en 1860. Nominalmente, el "reino" abarcaba la actual parte argentina de la Patagonia y un pequeño segmento de Chile, donde los pueblos mapuche luchaban por mantener su soberanía contra el avance de las fuerzas armadas chilenas y argentinas. Sin embargo, Orélie-Antoine nunca ejerció soberanía sobre el territorio reclamado. Más bien, "gobernó" durante unos catorce meses en un pequeño territorio alrededor de la ciudad de Perquenco (en ese momento principalmente una pequeña aldea de tiendas de campaña mapuche), que también era la capital declarada de su reino reclamado.

Bandera del Reino de la Araucania y la Patagonia.

Orélie-Antoine sintió que los mapuche de la región sólo serían reconocidos por las potencias circundantes si tenían un líder europeo como él, y, en consecuencia, fue elegido por un grupo de loncos (caciques) mapuche como su rey. Intentó obtener reconocimiento diplomático y apoyo del gobierno francés para sus reclamos, pero estos esfuerzos resultaron infructuosos: el cónsul francés concluyó que Tounens estaba loco y ningún país reconoció la Araucanía y la Patagonia. Los chilenos simplemente continuaron con la ocupación de la Araucanía, un proceso histórico que concluyó en 1883 cuando Chile estableció el control sobre la región. Orélie-Antoine fue capturada en 1862 y encarcelada en un manicomio en Chile. Después de varios intentos infructuosos de regresar a su reino (frustrados por las autoridades chilenas y argentinas), Tounens murió sin un centavo en 1878 en Tourtoirac, Francia. El pretendiente más reciente de este reino reclamado es Frédéric Luz, quien sucedió a Jean-Michel Parasiliti di Para.